# Goud-e-Zereh
El Goud-e Zareh o Goud-e Zereh es un lago salado localizado en el Sistán de Afganistán, y es la etapa final del río Helmand que discurre entre Afganistán e Irán. La mayoría del tiempo, sin embargo, las aguas del río nunca lo alcanzan por falta de caudal suficiente.

## Mecanismo hidrológico
El Goud-e Zareh solo se rellena cuando los cinco lagos de tipo hamun situados aguas arriba están completamente llenos y se desbordan. Son especialmente el Hamoun-e Puzak, el Hamoun-e Saberi y el Hamoun-e Hirmand (o lago Helmand). Si este último lago de la cadena de hamun, Hamoun-e Hirmand, se desborda el agua discurre por su emisario, el río Shile, y discurre hasta el Goud-e-Zareh. Acontecimiento que solo ocurre una vez cada cinco o diez años.
Cuando está totalmente relleno, el Goud-e Zareh alcanza una profundidad de 20-30 m. El agua del lago desaparece principalmente por evaporación, que puede hacerlo disminuir hasta 3 a 4 metros por año. Dada la importante profundidad del lago cuando queda lleno, lleva varios años el que este lago salino se quede seco, quedando de nuevo a la espera de una nueva cadena de desbordamientos de los hamun.